# نهائي كأس إسكتلندا 1956
نهائي كأس اسكتلندا 1956 هي المباراة النهائية من منافسة كأس المملكة المتحدة 1955–56، أقيمت المباراة في 21 أبريل 1956، في هامبدن بارك، بين فريقي هارت أوف ميدلوثيان، ونادي سلتيك، وفاز فيها هارت أوف ميدلوثيان، بعد أن هزم نادي سلتيك، بنتيجة 3 - 1، وكان حكم المباراة Bobby Davidson ‏، وحضر المباراة 132840 شخصاً.

## تفاصيل المباراة
لعبت المباراة النهائية في 21 أبريل 1956.
| هارت أوف ميدلوثيان | 3 -1 | نادي سلتيك |
| ------------------ | ---- | ---------- |
|                    |      |            |